# Бергланд
Бергланд (нем. Bergland) — коммуна (нем. Gemeinde) в Австрии, в федеральной земле Нижняя Австрия. 
Входит в состав округа Мельк.  Население составляет 1799 человек (на 31 декабря 2005 года). Занимает площадь 33,91 км². Официальный код  —  31503.

## Политическая ситуация
Бургомистр коммуны — Франц Визер (АНП) по результатам выборов 2010 года.
Совет представителей коммуны (нем. Gemeinderat) состоит из 19 мест.
- АНП занимает 15 мест.
- СДПА занимает 3 места.
- АПС занимает 1 место.